# Membras
Membras is een geslacht van straalvinnige vissen uit de familie van koornaarvissen (Atherinopsidae). Het geslacht is voor het eerst wetenschappelijk beschreven in 1836 door Bonaparte.

## Soorten
- Membras analis (Schultz, 1948)
- Membras gilberti (Jordan & Bollman, 1890)
- Membras martinica (Valenciennes, 1835)
- Membras vagrans (Goode & Bean, 1879)
- Membras argentea (Schultz, 1948)
- Membras dissimilis (Carvalho, 1956)